# Kladruber
Der Kladruber ist eine Pferderasse aus dem Nationalgestüt Kladruby nad Labem (Kladrau, auch Kladrub an der Elbe in Böhmen), einer Kaiserlich und königlichen Gestütsgründung, vergleichbar mit der in Lipica und dem Bundesgestüt Piber. Er wurde ursprünglich als Wagenpferd gezüchtet, wird heutzutage aber auch vermehrt als Reitpferd eingesetzt.
Hintergrundinformationen zur Pferdebewertung und -zucht finden sich unter: Exterieur, Interieur und Pferdezucht.

## Exterieur
Der Kladruber kommt ausschließlich als Schimmel oder Rappe vor. Im Exterieur zeigt er einen Ramskopf, große vorstehende Augen, einen hoch aufgerichteten kräftigen Hals, kräftige Gliedmaßen, starke Sprunggelenke sowie harte, große Hufe.

## Interieur
Als guter Karossier (Kutschpferd) zeichnet der Kladruber sich vor allem durch seine Ruhe aus. 

## Zuchtgeschichte
Die Kladruber sind eine Pferderasse, die für zeremonielle Anlässe gezüchtet wurde. Hierbei wurde zwischen Hofzeremoniell – für das nur Schimmel gezüchtet wurden – und kirchlichem Zeremoniell – für das nur  Rappen gezüchtet wurden – unterschieden. Entsprechend ausgesucht waren die Stammväter der Kladruber. Nur große, eindrucksvolle Pferde mit angeborenem Imponiergehabe und stolzer Haltung kamen für die Zucht in Frage. Die Zucht basierte ursprünglich auf spanischen und italienischen Pferden, die Maximilian II. 1552 importieren ließ. Die offizielle Gründung des Gestüts Kladruby nad Labem erfolgte am 14. April 1579 durch Kaiser Rudolf II. von Habsburg, womit Kladruby zu den ältesten Gestüten in Europa zählt.
Die Schimmel gehen auf den Neapolitaner-Hengst Imperatore zurück, wodurch die beiden Nachkommenslinien Generale und Generalissimus entstanden. Rappen haben ihren Ursprung in zwei italienischen Hengsten des Marquis Sacramoso. Um die Farbe zu erhalten, musste der Friesenhengst Romke in die Zucht eingebunden werden, auch Shagya-Araber und Lipizzaner wurden eingekreuzt. Dies führte dazu, dass der heutige Kladruber kleiner und eleganter wirkend ist.